# Nordische Skiweltmeisterschaften der Behinderten 2023
Die 16. Nordischen Para-Skiweltmeisterschaften fanden vom 20. bis 29. Januar 2023 im schwedischen Östersund statt. Ausgetragen wurden sie erstmals von der Fédération Internationale de Ski (FIS). Bis 2022 war das Internationale Paralympische Komitee (IPC) der Veranstalter.

## Deutsche Teilnehmer
- Frauen mit Sehbeeinträchtigung: Linn Kazmaier (16) mit Guide Florian Baumann (21),  Johanna Recktenwald (21) mit Guide Lutz Klausmann (30), Leonie Maria Walter (19) mit Guide Pirmin Strecker (20)
- Frauen sitzend: Andrea Eskau (51), Merle Menje (18), Anja Wicker (31)
- Männer mit Sehbeeinträchtigung: Nico Messinger (28) mit Guide Robin Wunderle (24)
- Männer stehend: Alexander Ehler (53), Steffen Lehmker (34), Marco Maier (23), Sebastian Marburger (25)

## Medaillenspiegel
| Platz | Land               | Gold | Silber | Bronze |    |
| ----- | ------------------ | ---- | ------ | ------ | -- |
| 1     | Deutschland        | 8    | 12     | 8      | 28 |
| 2     | Ukraine            | 5    | 8      | 13     | 26 |
| 3     | Vereinigte Staaten | 8    | 6      | 2      | 16 |
| 4     | Kanada             | 7    | 6      | 3      | 16 |
| 5     | Norwegen           | 2    | 2      | 1      | 5  |
| 6     | Schweden           | 2    | 1      | 1      | 4  |
| 7     | Brasilien          | 1    | —      | 3      | 4  |
| 8     | Österreich         | 1    | —      | 2      | 3  |
| 9     | Kasachstan         | 1    | —      | 2      | 3  |
| 10    | Frankreich         | —    | 1      | 2      | 3  |
| 11    | Italien            | 2    | —      | —      | 2  |
| 12    | Polen              | 1    | 1      | —      | 2  |
| 13    | Japan              | —    | 1      | —      | 1  |
| 14    | Südkorea           | —    | —      | 1      | 1  |

## Ergebnisse

### Biathlon Frauen
| Disziplin            | Klasse       | Gold                                       | Gold        | Silber                                     | Silber      | Bronze                                     | Bronze      |
| -------------------- | ------------ | ------------------------------------------ | ----------- | ------------------------------------------ | ----------- | ------------------------------------------ | ----------- |
| 7,5 Kilometer Sprint | sehbehindert | Leonie Maria Walter Guide: Pirmin Strecker | 23:17,9 min | Linn Kazmaier Guide: Florian Baumann       | 22:28,1 min | Johanna Recktenwald Guide: Lutz Klausmann  | 24:43,1 min |
| 7,5 Kilometer Sprint | sitzend      | Kendall Gretsch                            | 27:24,5 min | Anja Wicker                                | 28:39,7 min | Andrea Eskau                               | 31:18,4 min |
| 7,5 Kilometer Sprint | stehend      | Natalie Wilkie                             | 22:43,5 min | Brittany Hudak                             | 23:44,2 min | Bohdana Konashuk                           | 23:50,7 min |
| 10 Kilometer         | sehbehindert | Leonie Maria Walter Guide: Pirmin Strecker | 34:06,2 min | Oksana Schyschkowa Guide: Andriy Marchenko | 36:22,2 min | Carina Edlinger Guide: Tobias Eberhard     | 37:04,9 min |
| 10 Kilometer         | sitzend      | Kendall Gretsch                            | 35:55,6 min | Anja Wicker                                | 39:44,1 min | Andrea Eskau                               | 42:24,6 min |
| 10 Kilometer         | stehend      | Ljudmyla Ljaschenko                        | 32:16,4 min | Bohdana Konashuk                           | 33:34,8 min | Brittany Hudak                             | 34:40,7 min |
| 12,5 Kilometer       | sehbehindert | Linn Kazmaier Guide: Florian Baumann       | 38:13,9 min | Johanna Recktenwald Guide: Lutz Klausmann  | 41:18,4 min | Leonie Maria Walter Guide: Pirmin Strecker | 42:04,8 min |
| 12,5 Kilometer       | sitzend      | Kendall Gretsch                            | 43:42,0 min | Andrea Eskau                               | 50:10,2 min | Christina Picton                           | 52:38,9 min |
| 12,5 Kilometer       | stehend      | Natalie Wilkie                             | 38:11,5 min | Bohdana Konashuk                           | 38:36,9 min | Ljudmyla Ljaschenko                        | 39:11,6 min |

### Biathlon Männer
| Disziplin            | Klasse       | Gold                                      | Gold        | Silber                                    | Silber      | Bronze                                    | Bronze      |
| -------------------- | ------------ | ----------------------------------------- | ----------- | ----------------------------------------- | ----------- | ----------------------------------------- | ----------- |
| 7,5 Kilometer Sprint | sehbehindert | Oleksandr Kasik Guide: Serhii Kucheriavyi | 18:59,6 min | Zebastian Modin Guide: Daniel Richardsson | 20:58,0 min | Nico Messinger Guide: Robin Wunderle      | 21:17,9 min |
| 7,5 Kilometer Sprint | sitzend      | Collin Cameron                            | 24:14,0 min | Aaron Pike                                | 24:54,4 min | Yerbol Khamitov                           | 25:07,3 min |
| 7,5 Kilometer Sprint | stehend      | Marco Maier                               | 20:00,3 min | Mark Arendz                               | 20:03,1 min | Serhii Romaniuk                           | 20:14,4 min |
| 10 Kilometer         | sehbehindert | Oleksandr Kasik Guide: Serhii Kucheriavyi | 28:43,8 min | Nico Messinger Guide: Robin Wunderle      | 30:02,2 min | Zebastian Modin Guide: Daniel Richardsson | 30:04,2 min |
| 10 Kilometer         | sitzend      | Taras Rad                                 | 33:08,9 min | Aaron Pike                                | 34:00,7 min | Eui Hyun Shin                             | 34:16,1 min |
| 10 Kilometer         | stehend      | Mark Arendz                               | 27:56,2 min | Hryhorij Wowtschynskyj                    | 28:29,0 min | Serhii Romaniuk                           | 29:24,6 min |
| 12,5 Kilometer       | sehbehindert | Oleksandr Kasik Guide: Serhii Kucheriavyi | 34:30,5 min | Anthony Chalençon Guide: Florian Michelon | 35:44,7 min | Maksyn Murashkovskyi Guide: Borys Babar   | 37:31,5 min |
| 12,5 Kilometer       | sitzend      | Aaron Pike                                | 41:26,8 min | Scott Meenagh                             | 41:32,9 min | Yerbol Khamitov                           | 41:37,9 min |
| 12,5 Kilometer       | stehend      | Mark Arendz                               | 32:17,5 min | Hryhorij Wowtschynskyj                    | 33:29,6 min | Benjamin Daviet                           | 34:10,3 min |

### Skilanglauf Frauen
| Disziplin        | Klasse       | Gold                                   | Gold          | Silber                                     | Silber        | Bronze                                     | Bronze        |
| ---------------- | ------------ | -------------------------------------- | ------------- | ------------------------------------------ | ------------- | ------------------------------------------ | ------------- |
| 18 km Freistil   | sitzend      | Kendall Gretsch                        | 1:02:32,8 min | Anja Wicker                                | 1:05:37,2 min | Aline Dos Santos Rocha                     | 1:09:09,6 min |
| 18 km Freistil   | sehbehindert | Linn Kazmaier Guide: Florian Baumann   | 1:05:04,9 min | Leonie Maria Walter Guide: Pirmin Strecker | 1:09:41,8 min | Oksana Schyschkowa Guide: Andriy Marchenko | 1:16:08,7 min |
| 18 km Freistil   | stehend      | Vilde Nilsen                           | 56:22,9 min   | Natalie Wilkie                             | 57:42,1 min   | Brittany Hudak                             | 59:39,0 min   |
| Sprint klassisch | sitzend      | Aline Dos Santos Rocha                 | 3:10,38 min   | Kendall Gretsch                            | 3:11,67 min   | Anja Wicker                                | 3:13,35 min   |
| Sprint klassisch | sehbehindert | Carina Edlinger Guide: Tobias Eberhard | 2:34,98 min   | Linn Kazmaier Guide: Florian Baumann       | 2:35,96 min   | Johanna Recktenwald Guide: Lutz Klausmann  | 2:57,29 min   |
| Sprint klassisch | stehend      | Natalie Wilkie                         | 2:47,08 min   | Vilde Nilsen                               | 2:47,49 min   | Sydney Peterson                            | 2:52,65 min   |
| 10 km Freistil   | sitzend      | Kendall Gretsch                        | 33:44,9 min   | Anja Wicker                                | 34:55,4 min   | Aline Dos Santos Rocha                     | 36:00,1 min   |
| 10 km Freistil   | sehbehindert | Linn Kazmaier Guide: Florian Baumann   | 28:52,6 min   | Leonie Maria Walter Guide: Pirmin Strecker | 29:17,6 min   | Carina Edlinger Guide: Tobias Eberhard     | 30:48,1 min   |
| 10 km Freistil   | stehend      | Vilde Nilsen                           | 27:13,8 min   | Natalie Wilkie                             | 27:47,9 min   | Sydney Peterson                            | 27:57,9 min   |

### Skilanglauf Männer
| Disziplin        | Klasse       | Gold                                      | Gold        | Silber                               | Silber      | Bronze                                    | Bronze      |
| ---------------- | ------------ | ----------------------------------------- | ----------- | ------------------------------------ | ----------- | ----------------------------------------- | ----------- |
| 18 km Freistil   | sitzend      | Giuseppe Romele                           | 50:17,3 min | Collin Cameron                       | 53:33,5 min | Pavlo Bal                                 | 54:23,2 min |
| 18 km Freistil   | sehbehindert | Zebastian Modin Guide: Daniel Richardsson | 48:00,9 min | Jake Adicoff Guide: Sam Wood         | 50:18,3 min | Thomas Oxaal Guide: Geir Lervik           | 54:44,8 h   |
| 18 km Freistil   | stehend      | Witold Skupien                            | 48:42,8 min | Taiki Kawayoke                       | 49:20,6 min | Hryhorij Wowtschynskyj                    | 52:59,2 min |
| Sprint klassisch | sitzend      | Yerbol Khamitov                           | 2:44,23 min | Taras Rad                            | 2:45,07 min | Cristian Westemaier Ribera                | 2:45,34 min |
| Sprint klassisch | sehbehindert | Jake Adicoff Guide: Sam Wood              | 2:30,82 min | Nico Messinger Guide: Robin Wunderle | 2:35,55 min | Oleksandr Kasik Guide: Serhii Kucheriavyi | 2:40,57 min |
| Sprint klassisch | stehend      | Marco Maier                               | 2:29,28 min | Hryhorij Wowtschynskyj               | 2:33,47 min | Nazar Shevchyk                            | 2:34,41 min |
| 10 km Freistil   | sitzend      | Giuseppe Romele                           | 28:46,0 min | Collin Cameron                       | 29:48,5 min | Taras Rad                                 | 30:25,9 min |
| 10 km Freistil   | sehbehindert | Zebastian Modin Guide: Daniel Richardsson | 23:38,1 min | Jake Adicoff Guide: Sam Wood         | 24:05,1 min | Oleksandr Kasik Guide: Serhii Kucheriavyi | 24:31,3 min |
| 10 km Freistil   | stehend      | Mark Arendz                               | 24:34,6 min | Witold Skupien                       | 25:17,2 min | Benjamin Daviet                           | 25:19,6 min |

### Staffeln
| Disziplin                 | Gold                                                                        | Gold        | Silber                                                                  | Silber      | Bronze                                                                             | Bronze      |
| ------------------------- | --------------------------------------------------------------------------- | ----------- | ----------------------------------------------------------------------- | ----------- | ---------------------------------------------------------------------------------- | ----------- |
| 4 × 2,5 km Mixed-Staffel  | Vereinigte Staaten Aaron Pike Danielle Aravich Kendall Gretsch Jake Adicoff | 29:52,0 min | Ukraine Pavlo Bal Bohdana Konashuk Taras Rad Ljudmyla Ljaschenko        | 29:56,5 min | Deutschland Anja Wicker Steffen Lehmker Alexander Ehler Leonie Maria Walter        | 30:07,1 min |
| 4 × 2,5 km Offene Staffel | Deutschland Sebastian Marburger Linn Kazmaier Nico Messinger Marco Maier    | 25:45,4 min | Norwegen Kjartan Haugen Vilde Nilsen Trygve Steinar Larsen Thomas Oxaal | 25:53,7 min | Ukraine Dmytro Suiarko Hryhorij Wowtschynskyj Vasyl Kravchuk Iaroslav Reshetynskyi | 26:24,8 min |